# Leratiomyces
Leratiomyces – rodzaj grzybów z rodziny pierścieniakowatych (Strophariaceae). W Polsce występuje jeden gatunek – Leratiomyces squamosus (tzw. łysiczka łuskowata).

## Systematyka i nazewnictwo
Pozycja w klasyfikacji według Index Fungorum: Strophariaceae, Agaricales, Agaricomycetidae, Agaricomycetes, Agaricomycotina, Basidiomycota, Fungi.
Gatunki:
- Leratiomyces ceres (Cooke & Massee) Spooner & Bridge 2008
- Leratiomyces cucullatus (Shope & Seaver) Beever & D.-C. Park 2008
- Leratiomyces erythrocephalus (Tul. & C. Tul.) Beever & D.-C. Park 2008
- Leratiomyces magnivelaris (Peck) Bridge & Spooner 2008
- Leratiomyces laetissimus (Hauskn. & Singer) Borovička, Stribrny, Noordel., Gryndler & Oborník 2011
- Leratiomyces percevalii (Berk. & Broome) Bridge & Spooner 2008
- Leratiomyces riparius (A.H. Sm.) Redhead 2014
- Leratiomyces similis Bresinsky & Manfr. Binder 1998
- Leratiomyces squamosus (Pers.) Bridge & Spooner 2008 – tzw. łysiczka łuskowata
- Leratiomyces tesquorum Adamčík & Vizzini 2018

Wykaz gatunków i nnazwy naukowe na podstawie Index Fungorum.